# Bofors
AB Bofors var en svensk industrivirksomhed og våbenproducent med hovedkontor i Karlskoga i Värmland. Virksomheden blev etableret som et jernbrug i 1646 og blev en førende stålproducent i løbet af 1870'erne. Bofors begyndte at fremstile kanoner i 1883. Virksomheden havde Alfred Nobel som hovedejer i 1894–1896. I 1898 begyndte Bofors også at fremstille krudt og senere eksplosiver. Virksomheden fortsatte sin vækst i løbet af 1900-tallet, ikke mindst grundet omfattende våbenleverancer til det svenske forsvar under begge verdenskrige, men også som følge af eksport. Våbenproduktionen blev udvidet til også at omfatte missiler og kampvogne samt civile produkter som kemiske stoffer og lægemidler.
Bofors' virksomhed blev i 2000 opdelt mellem  Saab Bofors Dynamics AB (missiler og panserværnsvåben), der er ejet af den svenske forsvarskoncern SAAB-gruppen, og BAE Systems Bofors AB (ildrørsystemer og mellemkaliber / tung ammunition), der indgår i den amerikanske forsvarskoncern BAE Systems Inc., der er en del af den britiske virksomhed BAE Systems Ltd.

## Eksterne links
- Wikimedia Commons har flere filer relateret til Bofors
- BAE Systems Plc
- BAE Systems Bofors AB
- Saab Bofors Dynamics AB

| Firma | Spire Denne artikel om et firma eller en virksomhed i Sverige er en spire som bør udbygges. Du er velkommen til at hjælpe Wikipedia ved at udvide den. |

59°19′47″N 14°32′46″Ø / 59.3297°N 14.5462°Ø